# Massacro di Akihabara
Il massacro di Akihabara (秋葉原通り魔事件?, Akihabara tōrima jiken) venne commesso l'8 giugno 2008 nel quartiere di Akihabara a Tokyo, all'incrocio di due importanti strade, Chūō-dōri e Kanda Myōjin-dōri, presso uno dei numerosi centri commerciali di articoli elettronici, videogiochi e fumetti che sono presenti nel quartiere.

## Storia
In pieno giorno, un uomo alla guida di un furgoncino Isuzu penetrò tra la folla di pedoni, travolgendo alcuni passanti. Scese quindi dal veicolo accoltellando chiunque si trovasse sul suo cammino, causando 7 morti, sei uomini e una donna, e 10 feriti. Il venticinquenne Tomohiro Katō (加藤 智大 ,Katō Tomohiro), sofferente di depressione, probabilmente scaturita per un annunciato licenziamento, fu arrestato con l'accusa di omicidio. Dopo l'attacco furono scoperti dei messaggi su internet dell'aggressore che rivelavano l'intenzione di compiere una strage.
Il massacro, avvenuto esattamente sette anni dopo la strage di Osaka, nella quale un uomo affetto da squilibri psichici uccise 8 bambini, destò un profondo shock in tutto il Giappone; da numerose parti si sollevarono voci riguardo alla necessità di rivedere le leggi per la detenzione di coltelli simili a quello usato per la strage, in seguito alle affermazioni della stampa locale secondo cui la strage sarebbe stata perpetrata con "coltelli alla Rambo" (Survival knife), quando in realtà le armi utilizzate dall'assassino erano uno stiletto e un coltello da cucina.
Riconosciuto colpevole della strage, Tomohiro Katō è stato condannato a morte e giustiziato il 26 luglio 2022.

## Elenco delle vittime[4]
- Kazunori Fujino (藤野和倫, 19 anni)
- Takahiro Kawaguchi (川口隆裕, 19 anni)
- Katsuhiko Nakamura (中村勝彦, 74 anni)
- Naoki Miyamoto (宮本直樹, 31 anni)
- Mitsuru Matsui (松井満, 33 anni)
- Kazuhiro Koiwa (小岩和弘, 47 anni)
- Mai Muto (武藤舞, 21 anni)